# Eupithecia glaisi
Eupithecia glaisi es una especie de polilla de la familia Geometridae. La especie fue descrita por primera vez por Daniel Lucas, habiendo sido descrita en 1938, con distribución en Argelia.